# Saubara
Saubara es un municipio brasileño del estado de Bahía. Su población estimada en 2006 era de 11.781 habitantes. Se localiza en el Recôncavo Bahiano, entre los municipios de Salinas de la Margarita, Maragogipe, Santo Amaro de la Purificación y Cascada.

## Historia
El municipio tuvo su constitución como poblado a partir de la construcción de una iglesia dedicada a São Domingos de Gusmão de la Saubara, construida por los moradores de Punta de Saubara